# Danny Gavidia
Danny Gavidia (24 de enero de 1963) es un director y cinematógrafo de cine y televisión peruano. Es mejor conocido por dirigir las series de Telemundo El Señor de los Cielos, Enemigo Intimo, y la película Reportaje a la muerte. 

## Carrera
Gavidia inició su carrera en Perú, dirigiendo las telenovelas María Emilia, Pobre Diabla, Soledad, Gorrión, Canela y Nino. Luego dirigió la telenovela Al Son del Amor para la televisión puertorriqueña. En 1993 dirigió el largometraje Reportaje a la muerte. 
Del 2002 al 2003 fue Director y Productor Ejecutivo de la serie Casos Médicos de Discovery Channel Latinoamérica. Los episodios siguieron a diferentes casos médicos ocurridos en Caracas, Ciudad de México, Guadalajara y Buenos Aires.
De 2004 a 2009, Gavidia trabajó para Telemundo Studios en Miami, donde dirigió las telenovelas Prisionera, ¡Anita, no te rajes!, El Cuerpo del Deseo,  Tierra de pasiones, La Viuda de Blanco, Pecados ajenos,  Más Sabe. el Diablo,   y El Rostro de Analía .  También dirigió la película para televisión El Primer Golpe . 
A principios de 2010 comenzó a dirigir la segunda temporada del reality show de Disney-Discovery Channel Amazing Race Latinoamerica .
Desde 2014 ha dirigido múltiples series para Telemundo incluyendo El Señor de los Cielos (temporadas 1-5, 9), El Chema ,   Señora Acero (temporada 3),  y Enemigo Intimo .  Dirigió la telenovela El Barón en el 2019. 

## Vida personal
Danny Gavidia nació en Lima, Perú el 24 de enero de 1963.

## Filmografía
| Año  | Título                          | Rol                                       | Notas |
| ---- | ------------------------------- | ----------------------------------------- | ----- |
| 1989 | Juliana                         | Director de fotografía                    |       |
| 1992 | La Misma Carne, La Misma Sangre | Director de fotografía/operador de cámara |       |
| 1992 | La lengua de los Zorros         | Director de fotografía                    |       |
| 1992 | Viaje de Pascual y Pedro        | Director/Productor                        | Corto |
| 1992 | Una Pequeña Mirada              | Director/Productor                        | Corto |
| 1992 | La ilusión de una niña          | Director/Productor                        | Corto |
| 1992 | El Aniversario                  | Director/Productor                        | Corto |
| 1993 | Reportaje a la Muerte           | Director                                  |       |
| 1996 | Ve, corre, vuela                | Director de fotografía                    |       |

| Año  | Título                              | Rol                          | Notas                      |
| ---- | ----------------------------------- | ---------------------------- | -------------------------- |
| 1984 | Malahierba                          | Director                     |                            |
| 1994 | Nino                                | Director                     |                            |
| 1995 | Canela                              | Director                     |                            |
| 1995 | Al Son Del Amor                     | Director                     |                            |
| 1995 | Gorrión                             | Director                     | 154 episodes (1994-1995)   |
| 1996 | Hombres de Bronce                   | Director                     |                            |
| 1999 | María Emilia                        | Director                     |                            |
| 2001 | Pobre Diabla                        | Director                     |                            |
| 2002 | Soledad                             | Director                     |                            |
| 2003 | Estos Chicos de Ahora               | Director                     | Panamericana Television    |
| 2003 | Casos Médicos                       | Director/Productor Ejecutivo | Discovery Channel Latam    |
| 2004 | Prisionera                          | Director                     |                            |
| 2004 | Anita, No te Rajes                  | Director                     |                            |
| 2005 | El Cuerpo del Deseo                 | Director                     | 123 episodios              |
| 2006 | Tierra de Pasiones                  | Director                     |                            |
| 2006 | La Viuda de Blanco                  | Director                     |                            |
| 2007 | Dame Chocolate                      | Director                     |                            |
| 2008 | Pecados Ajenos                      | Director                     |                            |
| 2008 | El Rostro de Analía                 | Director                     |                            |
| 2009 | Mas Sabe El Diablo                  | Director                     |                            |
| 2010 | Mas Sabe El Diablo: El Primer Golpe | Director                     | TV movie                   |
| 2010 | Amazing Race Latin America          | Director                     | Temporada 2                |
| 2011 | Puertas al más allá                 | Director/Productor           | 2 temporadas               |
| 2012 | Corazón Valiente                    | Director                     |                            |
| 2013 | El Señor de los Cielos              | Director                     | Temporadas 1-5 (2013-2017) |
| 2016 | Señora Acero                        | Director                     | Temporadas 1 y 3           |
| 2016 | El Chema                            | Director                     |                            |
| 2018 | Enemigo Intimo                      | Director                     | Temporadas 1-2 (2018-2020) |
| 2018 | El Barón                            | Director                     |                            |